# Hyomys goliath
Hyomys goliath es una especie de roedor de la familia Muridae.

## Distribución geográfica
Se encuentra solo en Papúa Nueva Guinea.